# Lijst van afleveringen van Sister, Sister
Dit is een lijst met afleveringen van de Amerikaanse televisieserie Sister, Sister. De serie telt 6 seizoenen. Een overzicht van alle afleveringen is hieronder te vinden.

## Seizoen 1
| #  | Titel Aflevering            | Uitzenddatum VS  |
| -- | --------------------------- | ---------------- |
| 1  | The Meeting                 | 1 april 1994     |
| 2  | First Dates                 | 1 april 1994     |
| 3  | Slumber Party               | 8 april 1994     |
| 4  | Cheater, Cheater            | 15 april 1994    |
| 5  | Wedding Bells & Box Boys    | 22 april 1994    |
| 6  | Out Alone                   | 29 april 1994    |
| 7  | The Pimple                  | 6 mei 1994       |
| 8  | Car Trouble                 | 20 mei 1994      |
| 9  | The Birthday                | 28 juni 1994     |
| 10 | Love Strikes                | 5 juli 1994      |
| 11 | Mothers and Other Strangers | 30 augustus 1994 |
| 12 | The Concert                 | 6 september 1994 |

## Seizoen 2
| #  | Titel Aflevering           | Uitzenddatum VS  |
| -- | -------------------------- | ---------------- |
| 1  | Hair Today                 | 16 november 1994 |
| 2  | Get a Job                  | 23 november 1994 |
| 3  | Joey's Choice              | 30 november 1994 |
| 4  | A Tall Tale                | 7 december 1994  |
| 5  | It's a Love Thang          | 14 december 1994 |
| 6  | Free Billy                 | 21 december 1994 |
| 7  | Operation: Deja View       | 11 januari 1995  |
| 8  | Tattoo                     | 18 januari 1995  |
| 9  | Two for the Road           | 1 februari 1995  |
| 10 | It's a Party Thang         | 15 februari 1995 |
| 11 | Field Trip                 | 22 februari 1995 |
| 12 | Put to the Test            | 1 maart 1995     |
| 13 | Kid in Play                | 15 maart 1995    |
| 14 | Dream Lover                | 22 maart 1995    |
| 15 | Scrambled Eggs             | 24 maart 1995    |
| 16 | Smoking in the Girls' Room | 31 maart 1995    |
| 17 | Playing Hooky              | 7 april 1995     |
| 18 | Single White Teenager      | 14 april 1995    |
| 19 | I Do?                      | 28 april 1995    |

## Seizoen 3
| #  | Titel Aflevering               | Uitzenddatum VS   |
| -- | ------------------------------ | ----------------- |
| 1  | The Natural                    | 6 september 1995  |
| 2  | The Break-Up                   | 13 september 1995 |
| 3  | The Tutor                      | 20 september 1995 |
| 4  | History a la Carte             | 27 september 1995 |
| 5  | Grandpa Campbell               | 4 oktober 1995    |
| 6  | The Twins Get Fired            | 11 oktober 1995   |
| 7  | Halloween                      | 25 oktober 1995   |
| 8  | Weird Science                  | 8 november 1995   |
| 9  | Thanksgiving in Hawaii: Part 1 | 15 november 1995  |
| 10 | Thanksgiving in Hawaii: Part 2 | 22 november 1995  |
| 11 | Private School                 | 6 december 1995   |
| 12 | Christmas                      | 13 december 1995  |
| 13 | Double Double Date             | 10 januari 1996   |
| 14 | Reality Really Bites           | 31 januari 1996   |
| 15 | The Volunteers                 | 7 februari 1996   |
| 16 | Valentine                      | 14 februari 1996  |
| 17 | Paper or Plastic?              | 21 februari 1996  |
| 18 | The Piano Lesson               | 28 februari 1996  |
| 19 | Summer Bummer                  | 13 maart 1996     |
| 20 | The Candidate                  | 1 mei 1996        |
| 21 | Big Twin on Campus             | 8 mei 1996        |
| 22 | The Audition                   | 15 mei 1996       |

## Seizoen 4
| #  | Titel Aflevering           | Uitzenddatum VS   |
| -- | -------------------------- | ----------------- |
| 1  | When a Man Loves Two Women | 4 september 1996  |
| 2  | You Are So Beautiful       | 11 september 1996 |
| 3  | Gimme a Brake              | 18 september 1996 |
| 4  | Daddy's Girl               | 25 september 1996 |
| 5  | Sis Boom Bah               | 2 oktober 1996    |
| 6  | Kid-Napped                 | 9 oktober 1996    |
| 7  | Boy from the Hood          | 23 oktober 1996   |
| 8  | I'll Be There              | 6 november 1996   |
| 9  | Ch-ch-ch-changes           | 13 november 1996  |
| 10 | Double Exposure            | 20 november 1996  |
| 11 | Some Like It Hockey        | 27 november 1996  |
| 12 | Bring on Debate            | 8 januari 1997    |
| 13 | Little Man Date            | 15 januari 1997   |
| 14 | Ski Squad                  | 29 januari 1997   |
| 15 | Cafeteria Lady             | 5 februari 1997   |
| 16 | Three the Heart Way        | 12 februari 1997  |
| 17 | Model Tia                  | 19 februari 1997  |
| 18 | My Guy                     | 26 februari 1997  |
| 19 | Double Dutch               | 2 april 1997      |
| 20 | Inherit the Twin           | 30 april 1997     |
| 21 | Slime Party                | 7 mei 1997        |
| 22 | Guardian Angel             | 14 mei 1997       |

## Seizoen 5
| #  | Titel Aflevering         | Uitzenddatum VS   |
| -- | ------------------------ | ----------------- |
| 1  | Designer Genes           | 10 september 1997 |
| 2  | A Separate Peace         | 17 september 1997 |
| 3  | Working Girls            | 24 september 1997 |
| 4  | Show Me the Money        | 1 oktober 1997    |
| 5  | It's My Party            | 8 oktober 1997    |
| 6  | Child's Play             | 15 oktober 1997   |
| 7  | A Friend in Deed         | 29 oktober 1997   |
| 8  | Popular Mechanic         | 5 november 1997   |
| 9  | The Best Policy          | 12 november 1997  |
| 10 | Two's Company            | 19 november 1997  |
| 11 | Mo' Credit, Mo' Problems | 10 december 1997  |
| 12 | In Sickness and Health   | 7 januari 1998    |
| 13 | The Laws                 | 21 januari 1998   |
| 14 | Rosebud                  | 28 januari 1998   |
| 15 | Ladies in Waiting        | 5 februari 1998   |
| 16 | Ladies' Choice           | 11 februari 1998  |
| 17 | Young at Heart           | 18 februari 1998  |
| 18 | I Have a Dream           | 25 februari 1998  |
| 19 | You Had to Be There      | 9 maart 1998      |
| 20 | Prom Night               | 26 april 1998     |
| 21 | Shoeless                 | 3 mei 1998        |
| 22 | Graduation               | 17 mei 1998       |

## Seizoen 6
| #  | Titel Aflevering                   | Uitzenddatum VS   |
| -- | ---------------------------------- | ----------------- |
| 1  | Home Sweet Dorm                    | 13 september 1998 |
| 2  | Stop in the Name of Fun            | 20 september 1998 |
| 3  | Home Court Advantage               | 27 september 1998 |
| 4  | We Are Family                      | 4 oktober 1998    |
| 5  | The Grass Is Always Finer          | 11 oktober 1998   |
| 6  | Bum Rap                            | 18 oktober 1998   |
| 7  | The Domino Effect                  | 1 november 1998   |
| 8  | Greek to Me                        | 8 november 1998   |
| 9  | My Father's House                  | 15 november 1998  |
| 10 | For the People                     | 22 november 1998  |
| 11 | Twins or Consequences              | 13 december 1998  |
| 12 | Mixed Doubles                      | 10 januari 1999   |
| 13 | Two Guys, a Girl and a Calendar    | 17 januari 1999   |
| 14 | Sweet Talk                         | 24 januari 1999   |
| 15 | Father's Day                       | 7 februari 1999   |
| 16 | I Know What You Did in Drama Class | 14 februari 1999  |
| 17 | Double Talk                        | 21 februari 1999  |
| 18 | FreakNik                           | 28 februari 1999  |
| 19 | Before There Was Hip Hop...        | 2 mei 1999        |
| 20 | Let Them Eat Cupcakes              | 9 mei 1999        |
| 21 | The Road Less Traveled             | 16 mei 1999       |
| 22 | Fly Away Home                      | 23 mei 1999       |